# Antalsräkning
Antalsräkning är ett begrepp som beskriver en metodologi vid statistikförig och tillämpas inom kriminalstatistiken. Vilka metoder som skall tillämpas finns för svensk del i förteckningen Kodning av brott: Anvisningar och regler. Statistikföringen mellan länder skiljer sig dock kraftigt åt varför jämförelser mellan länder är mycket svåra att göra, och hit hör, förutom lagtekniska, sociala och kulturella skillnader, registreringstillfälle, rapporteringstidpunkt och om antalsräkningen är extensiv eller ej.
I skriften Kodning av brott: Anvisningar och regler går att läsa om antalsräkning:
| ” | En huvudprincip för antalsräkningen är att antalet brott av samma slag beräknas utifrån det antal tillfällen ett visst lagrum har överträtts. Ett brott är då vad som ryms under en enstaka tillämpning av ett lagrum. Vid bedömning av denna fråga har hänsyn tagits till hur det aktuella lagrummet är formulerat, hur brottet allmänt uppfattats och på vilket sätt det vanligen begås. Endast preciserade tillfällen ska räknas vilket innebär att för brott som förövats under en längre tidsperiod ska endast de som kan preciseras med tidpunkt, brottsplats eller andra omständigheter räknas. Brottsantalet ska inte uppskattas för tidsperioden. Närmare regler för hur antalet brott av samma slag ska räknas finns i kodlistan. Antalet brott grundas därvid på faktorer som exempelvis antalet tillfällen, antal utsatta personer, antal gärningspersoner och antal ställen. Reglerna ska användas vid bedömning av en anmälan åt gången. | „ |

## Vanliga fel vid kodning och antalsräkning av brott
Det finns vissa fel som, när det gäller antalsräkning, ofta återkommer. Några av de vanligaste är följande:
- Ofredande genom telefon (brottskoderna 0407, 0408, 0414, 0428 och 0429): ett brott för varje serie telefonpåringningar ska redovisas – inte antalet telefonsamtal.

- Sexuellt utnyttjande[förtydliga] (brottskoderna 0633, 0636 och 0669–0672): ett brott för varje person mot vilken sexuellt utnyttjande förövats ska redovisas – inte antal tillfällen.
- Förskingring (brottskod 1001): ett brott för varje missbrukat förtroendeförhållande – inte antalet tillfällen.
- Överlåtelse, innehav och bruk av narkotika (brottskoderna 5005, 5010, 5011): ett brott för varje gång narkotika påträffas hos en person eller innehav kan styrkas på annat sätt ska redovisas – inte obestyrkta, erkända tidigare tillfällen.

## Extensiv antalsräkning
Extensiv antalsräkning innebär att ett brott registreras flera gånger, exempelvis om en gruppvåldtäkt äger rum. Det finns ett offer och fyra gärningsmän. Den extensiva antalsräkningen innebär att gruppvåldtäkten kommer räknas som fyra våldtäkter och inte en enda våldtäkt baserat på ett tillfälle. Det får tillföljd att antalet brott som redovisas i statistiken blir fler jämfört med andra länder.

### Exempel på effekter av extensiv antalsräkning

#### Ekobrott
Från och  med 2008 förändrade Ekobrottsmyndigheten sin statistikföring för att förbättra antalsräkningen och registreringen av brott. Förändringen innebar att myndigheten nu registrerar ett brott för varje deklaration eller kalenderår. Tidigare praxis var att endast ett brott oavsett antal deklarationer registrerades. Det skedde även utan hänsyn till antalet räkenskapsår. Förändringen innebar att många fler brott blev registrerade. Från 2007 till 2008 ökade antalet antal anmälda skatte- och borgenärsbrott från ungefär 3 000 till över 15 000 stycken. I denna ökning finns förutom övergången till en extensiv antalsräkning främst införandet av ett nytt ärendehanteringssystem (Cåbra) hos Åklagarmyndigheten som innebar att Brottsförebyggande rådet (Brå) fick del av sådana ärenden där det inte finns någon misstänkt person eller där misstankegraden är lägre än skälig.

#### Våldsbrott
Vid våldsbrott tillämpas extensiv antalsräkning och innebär att registrering av exempelvis våldtäkter (men även andra våldsbrott såsom misshandel) per gärningsman: om en gruppvåldtäkt anmäls räknas varje enskild gärningsmans deltagande i våldtäkten som ett enskilt våldtäktstillfälle i statistiken. I länder som inte tillämpar en extensiv antalsräkning kommer en gruppvåldtäkt bara räknas en gång i statistiken oavsett hur många gärningsmän som varit inblandade i övergreppet.

### Notförteckning
1. 1 2  Malmö University Electronic Publishing: Våldsbrottsligheten: Ökande, minskande eller konstant? Ett diskussionsunderlag. Läst 9 september 2012.
2. ↑  Andersson (Generaldirektör, Brottsförebyggande rådet), Jan (2009-10-19). ”Hur vanligt är det med våldtäkt i Sverige jämfört med i andra europeiska länder?”. Brottsförebyggande rådet. Arkiverad från originalet den 2 mars 2010. https://web.archive.org/web/20100302154424/http://www.bra.se/extra/news/?module_instance=12&id=42. Läst 24 juni 2010.
3. 1 2 3  Brottsförebyggande rådet: Kodning av brott: Anvisningar och regler Arkiverad 23 september 2015 hämtat från the Wayback Machine.. Läst 9 september 2012.
4. ↑  Brottsförebyggande rådet: Anmälda brott: Preliminär statistik för första halvåret 2012 Arkiverad 24 augusti 2012 hämtat från the Wayback Machine.. Läst 9 september 2012.
5. ↑  Brottsförebyggande rådet: Kriminalstatistik 2009. Läst 9 september 2012.